# Y Tauri
Y Tauri är en halvregelbunden variabel av SRB-typ i stjärnbilden Oxen. 
Stjärnan varierar mellan visuell magnitud +6,4 och 7,3 med en period av 245 dygn.